# Chadron State College
Le Chadron State College (université d'État de Chadron) est une université publique privée située à Chadron dans le Nebraska.

## Histoire
En janvier 1910, l'État du Nebraska décide d'implanter sa quatrième école normale à Chadron, au nord de la Panhandle du Nebraska, sur le site d'une ancienne académie congrégationaliste. L'école doit permette de former les futurs enseignants du nord-ouest de l'État. En juin suivant, Joseph Sparks est désigné président de l'établissement.
L'école ouvre ses portes à l'été 1911 et accueille alors 248 étudiants. Les premiers bâtiments de l'école sont construits entre 1911 à 1938. En 1921, l'école prend le nom de Nebraska State Teachers College (« université d’État des Enseignants du Nebraska »).
Dans les années 1950, l'école s'ouvre à d'autres champs universitaires et devient une université offrant plusieurs cycles universitaires. Entre 1953 et 1972, l'université connaît ainsi une nouvelle phrase d'extension avec la construction de 18 bâtiments. Elle prend son nom actuel en 1964.
Unique université de l'Ouest du Nebraska, Chadron State College est administré par le Nebraska State College System qui comprend les autres universités rurales de l'État (Peru State College (en) et Wayne State College (en)).

## Campus
Le campus du se trouve au sud de la ville de Chadron.
Cinq bâtiments du campus sont inscrits au Registre national des lieux historiques, en raison de leur importance historique dans le domaine de l'éducation dans l'Ouest du Nebraska. Ces bâtiments sont similaires en hauteur (deux ou trois étages), en forme (rectangulaire) et en matériaux (brique), mais sont construits dans des styles différents. Il s'agit de :
- l'ancien dortoir des femmes (le Hall Sparks), construit en 1914 sur les plans de l'architecte Alfred W. Woods dans un style néo-georgien[2] ;
- l'ancien gymnase (le Hall Miller), construit en 1920 sur les plans de l'architecte J. C. Stitt avec des éléments d'architecture classique classiques du mouvement City Beautiful[2] ;
- l'ancienne bibliothèque (devenue le Mari Sandoz High Plains Heritage Center[5]), construite en 1929 par le même architecte dans le style des bibliothèques Carnegie[2] ;
- le Hall des femmes (le Hall Edna Work), construit en 1930 sur les plans d'Arthur D. Baker mêlant classicisme et architecture art déco[2] ;
- l'ancienne dortoir des hommes (le Hall Crites), construit en 1938 par Gordon Shattuck dans un style similaire au Hall des femmes[2].

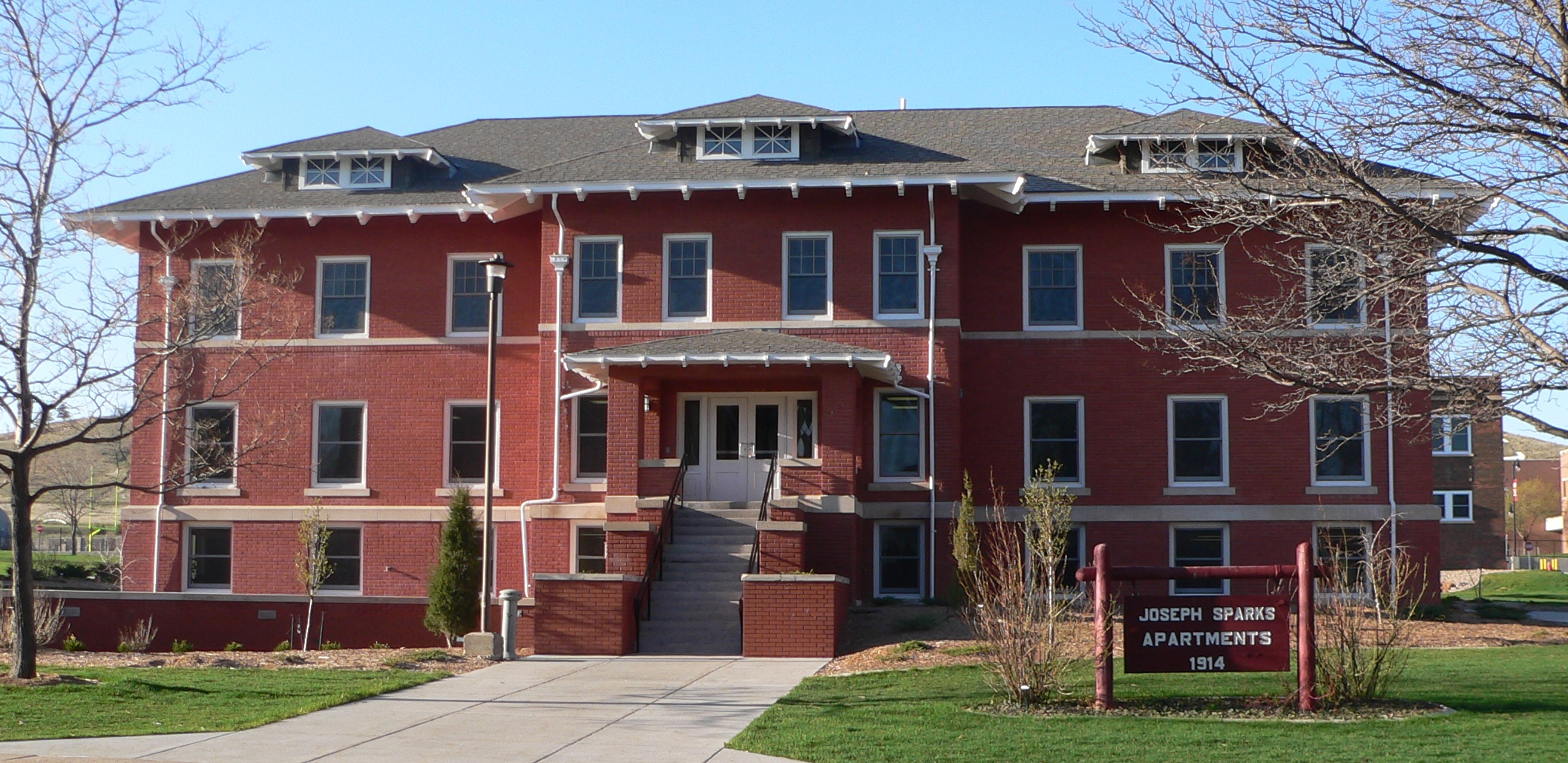
Le Hall Sparks.
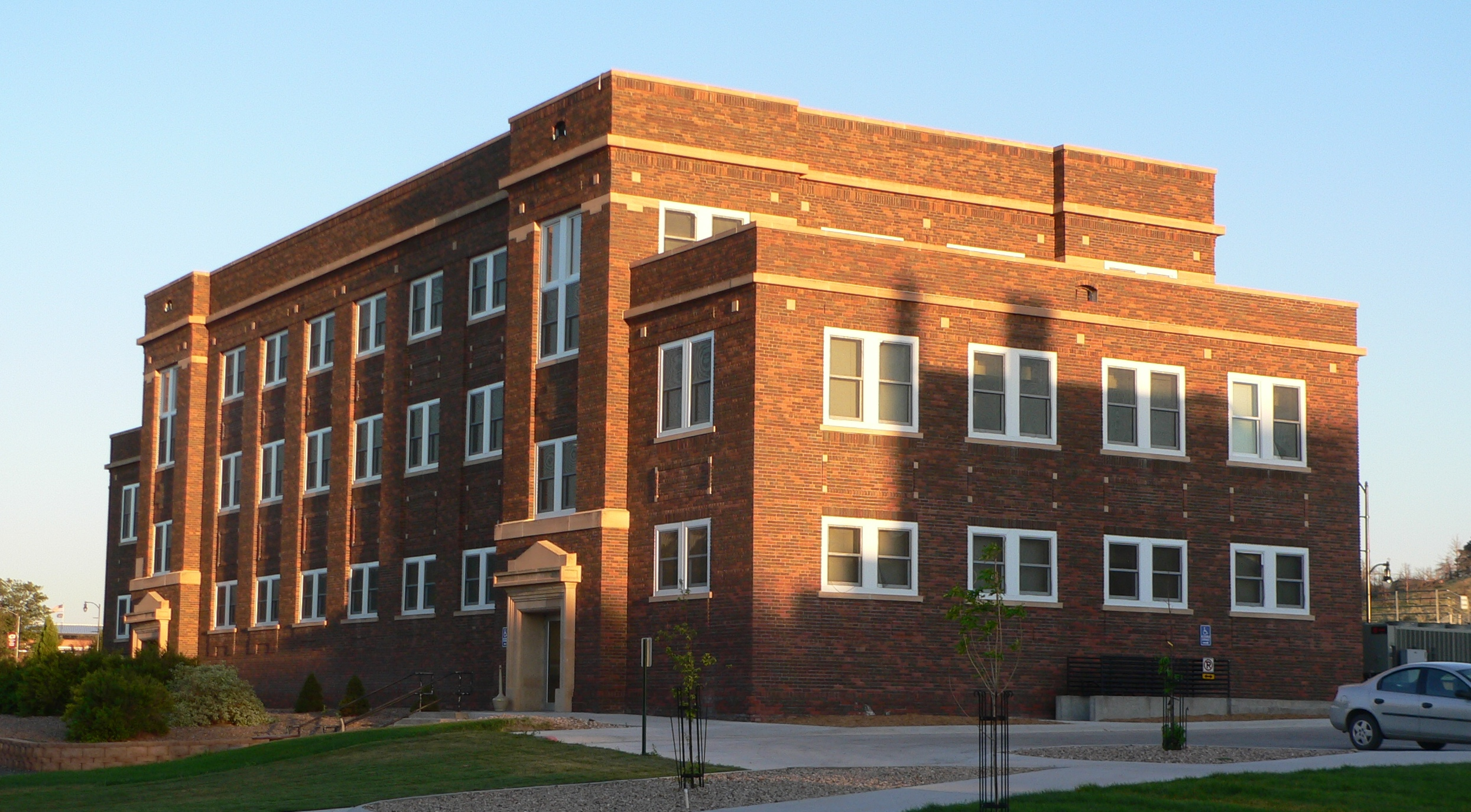
Le Hall Miller.
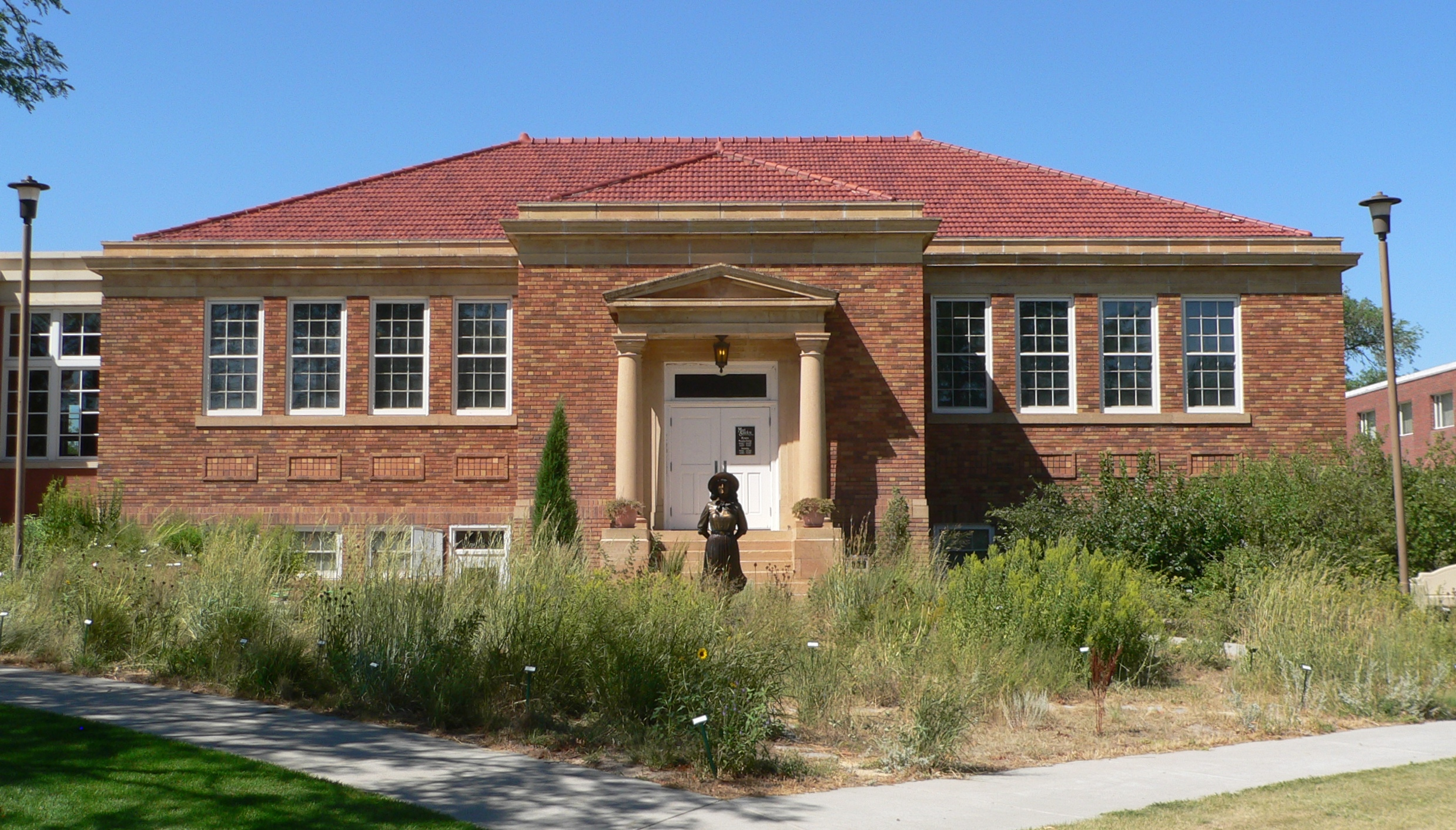
L'ancienne bibliothèque.
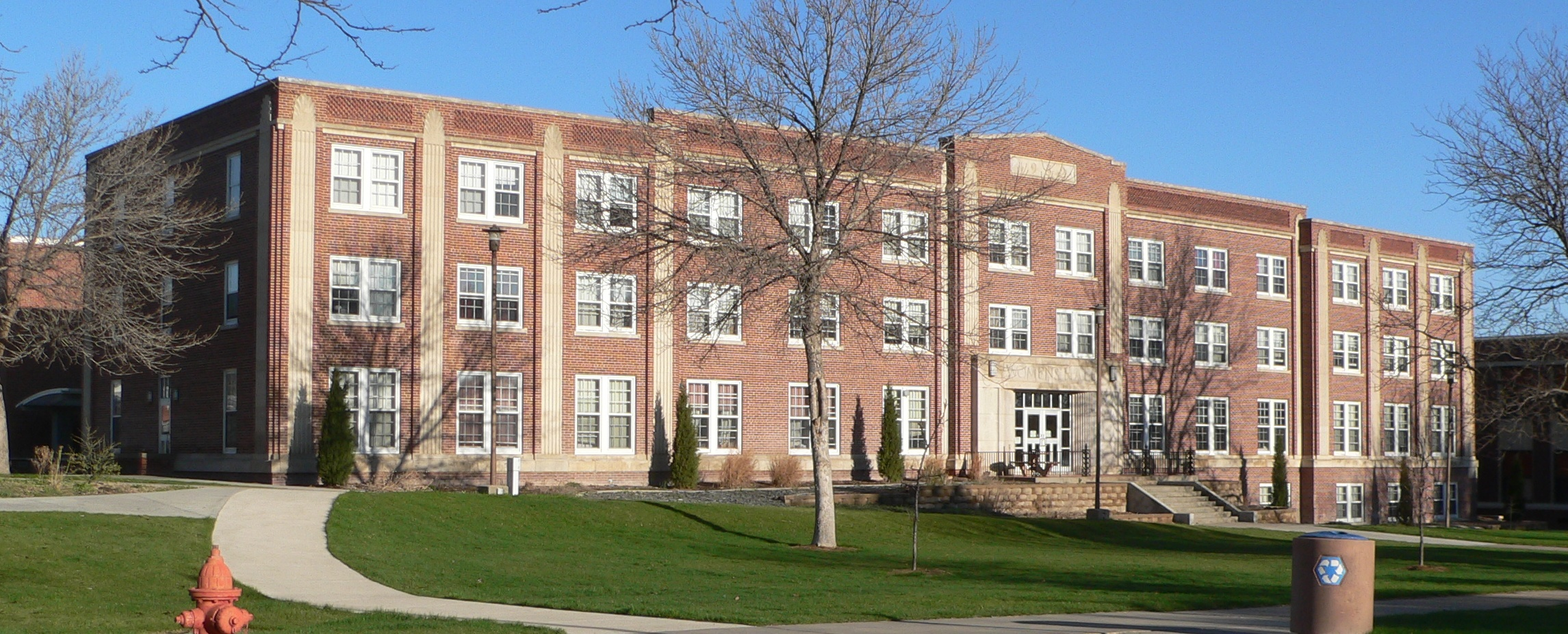
Le Hall Edna Work.
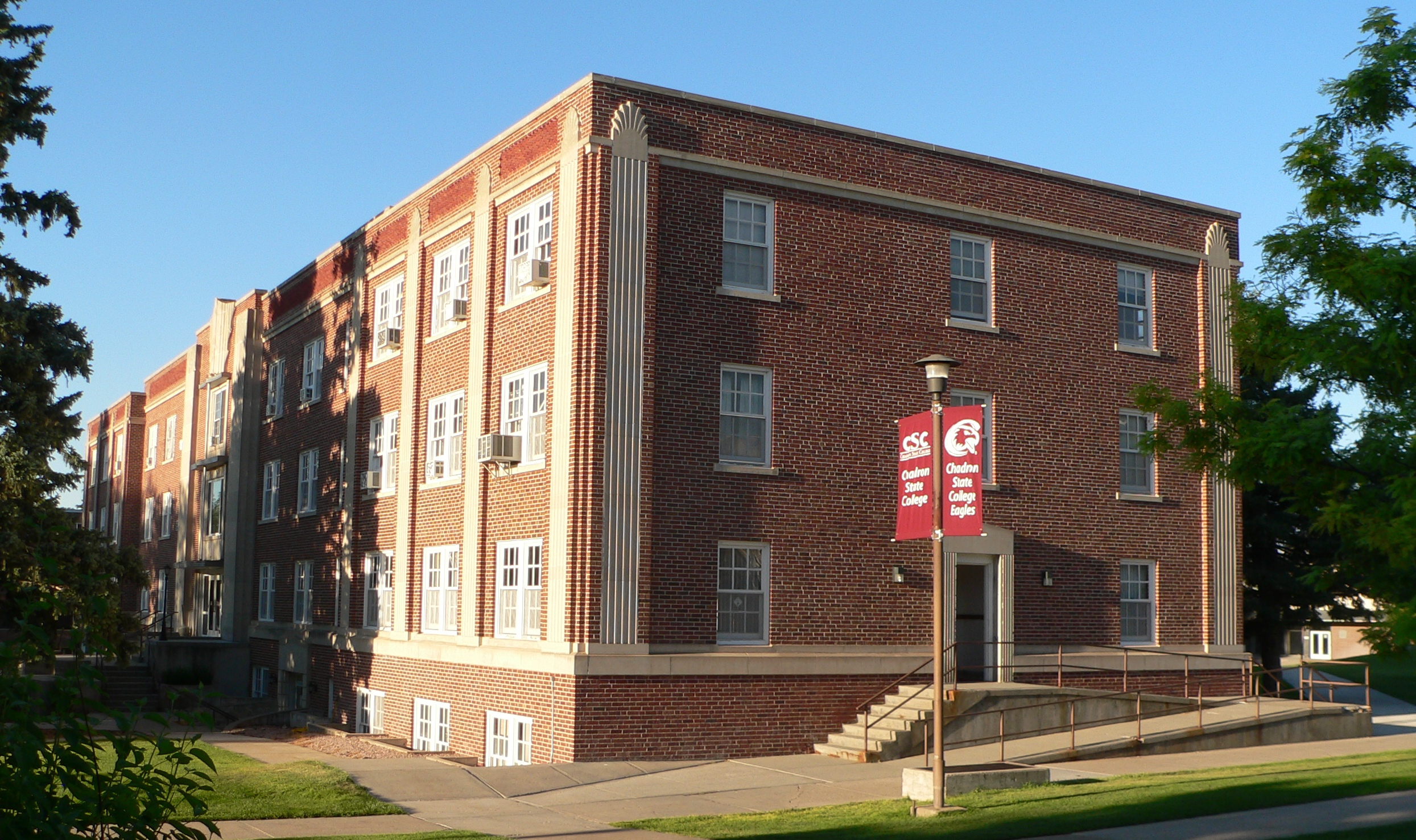
Le Hall Crites.